# Haymarket by Scandic

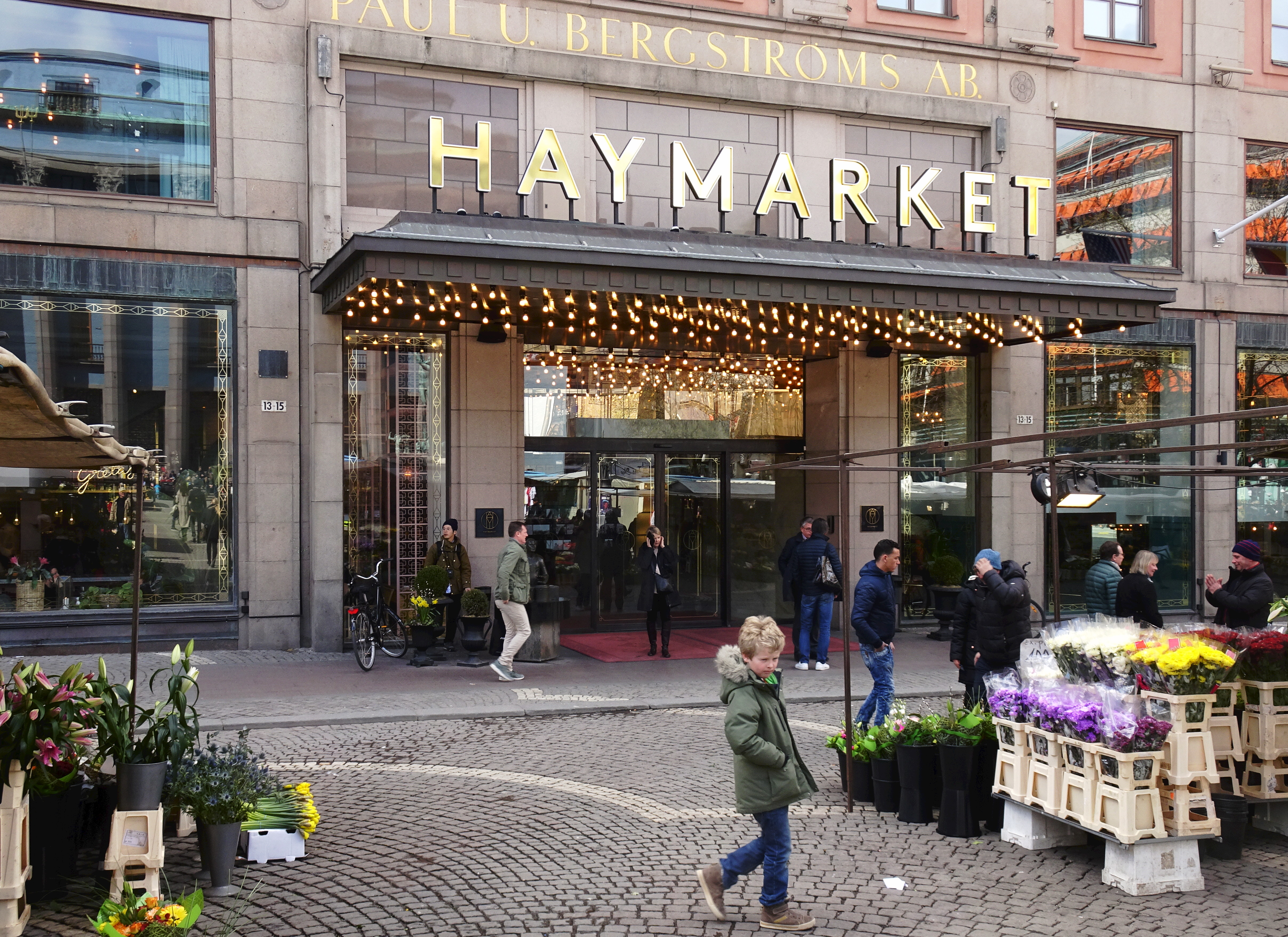
Entrén mot Hötorget.

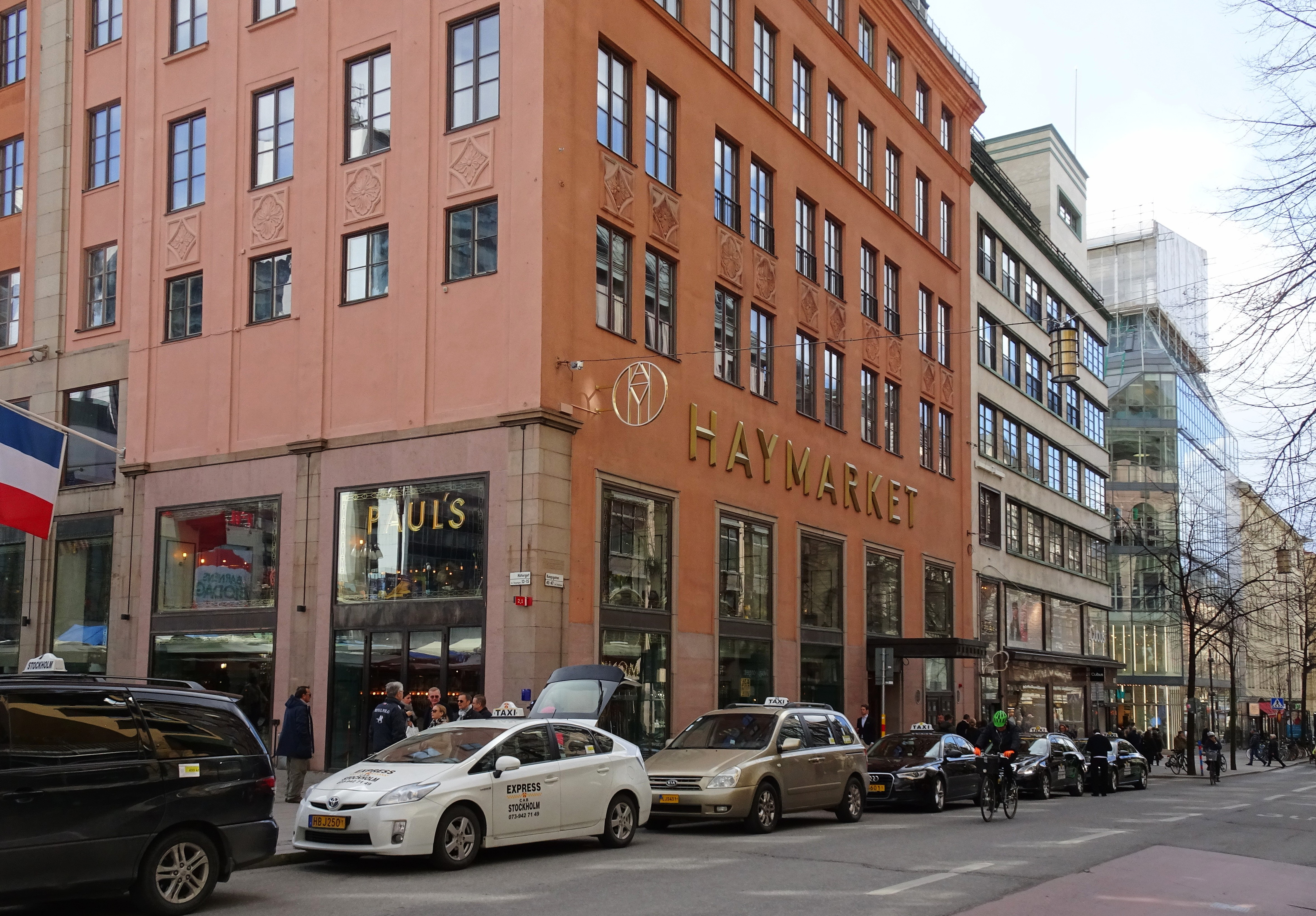
Fasad mot Kungsgatan.

Haymarket by Scandic är ett hotell beläget vid Hötorget i centrala Stockholm. Hotellet öppnade 2016 och ligger i före detta PUB-varuhuset vid Hötorget.

## Beskrivning
Hotellet ligger i lokalerna för tidigare PUB (Hötorgshuset) som öppnade sina portar 1917 respektive 1924 och stängde för gott år 2015. Sedan byggdes huset om till hotell som invigdes 10 maj 2016. Byggherre var Torgvågen (vilket även är kvartersnamnet) och fastighetsägaren AxFast var byggherreombud. Som arkitekter anlitades Arkitekterna Krook & Tjäder i Göteborg. Interiören gestaltades av arkitekterna Koncept Stockholm och är en blandning av nutid och glada 1920-talet. Inspirationen är hämtad från bland annat filmens värld och Greta Garbo, som en gång arbetade här som expedit. Ombyggnaden kostade cirka 230 miljoner kronor.
Haymarket har 405 rum, varav 16 sviter, eventvåning samt en svit på 50 m² med tillhörande privat takterrass. Dessutom rymmer hotellet en biosalong, gym, bar, restaurang och mötesrum.
Namnet Haymarket (engelska för Hötorg) anknyter till den historiska platsen nedanför hotellet. Namnvalet kritiserades i tidningen Expressen av journalisten Gunilla Brodrej för att vara "osvenskt". Hon ställde sig frågan varför det väletablerade och historiska namnet ”Hötorget” inte var fint nog för hotelldirektören.

## Interiörbilder

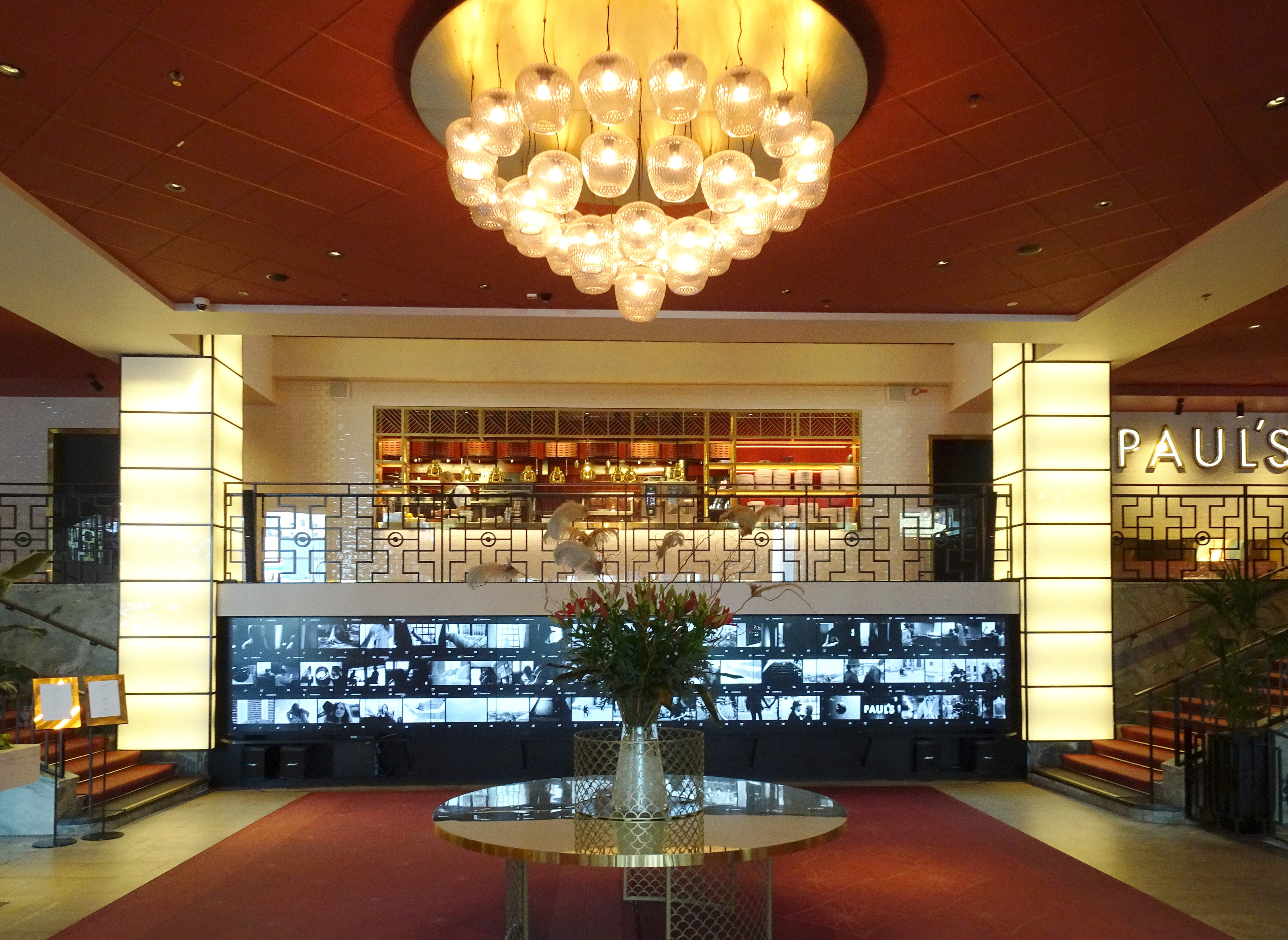
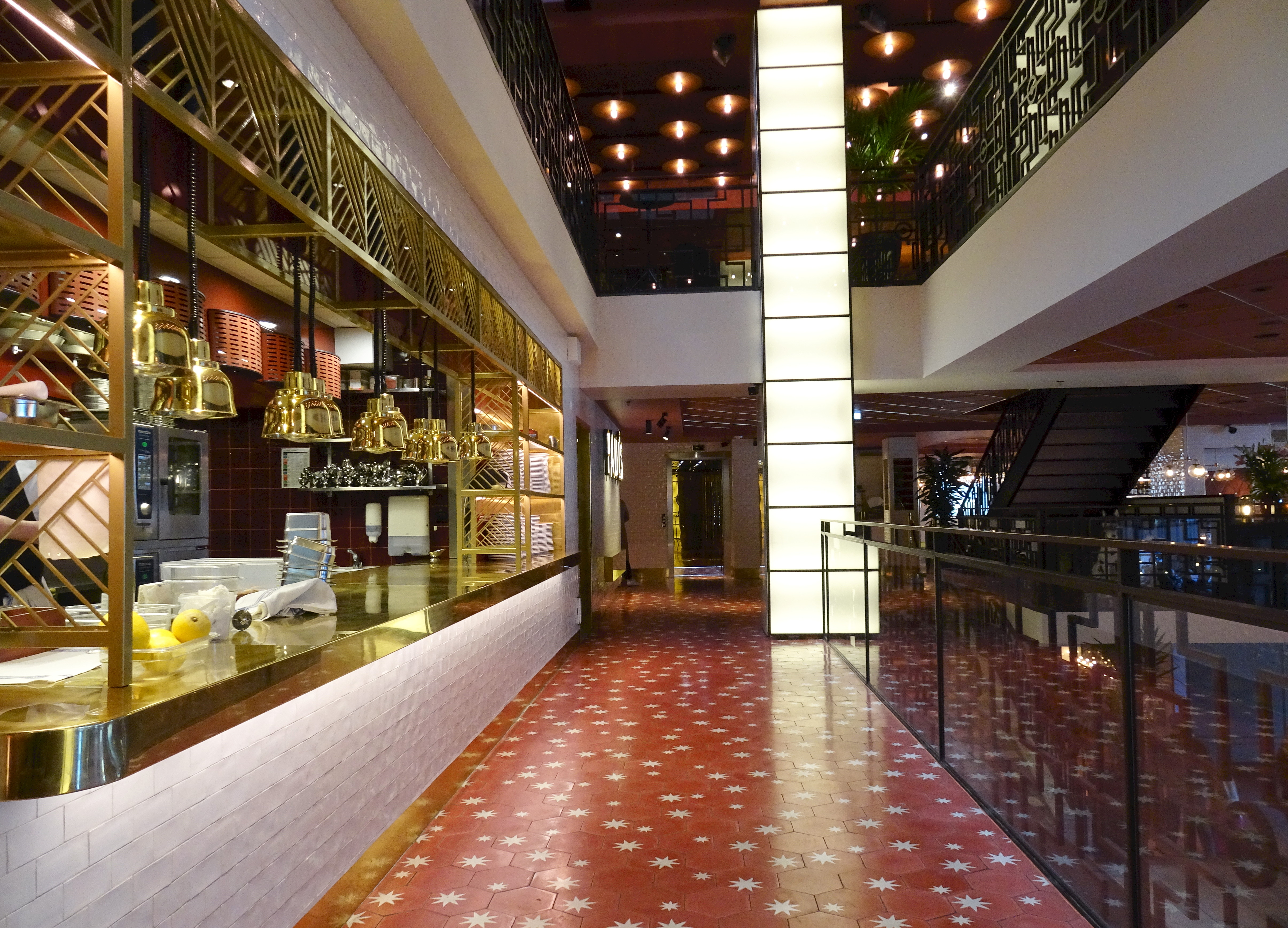
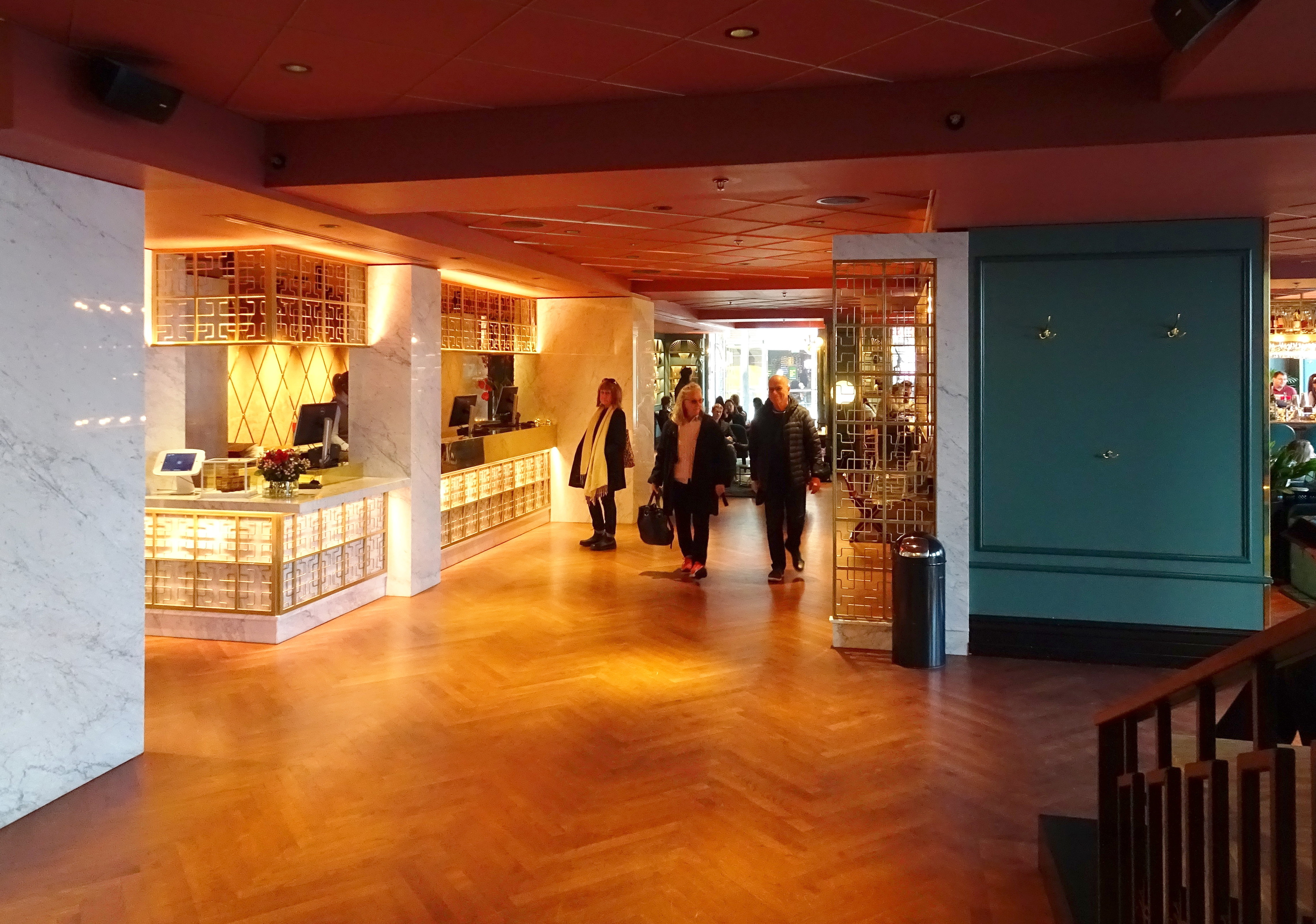
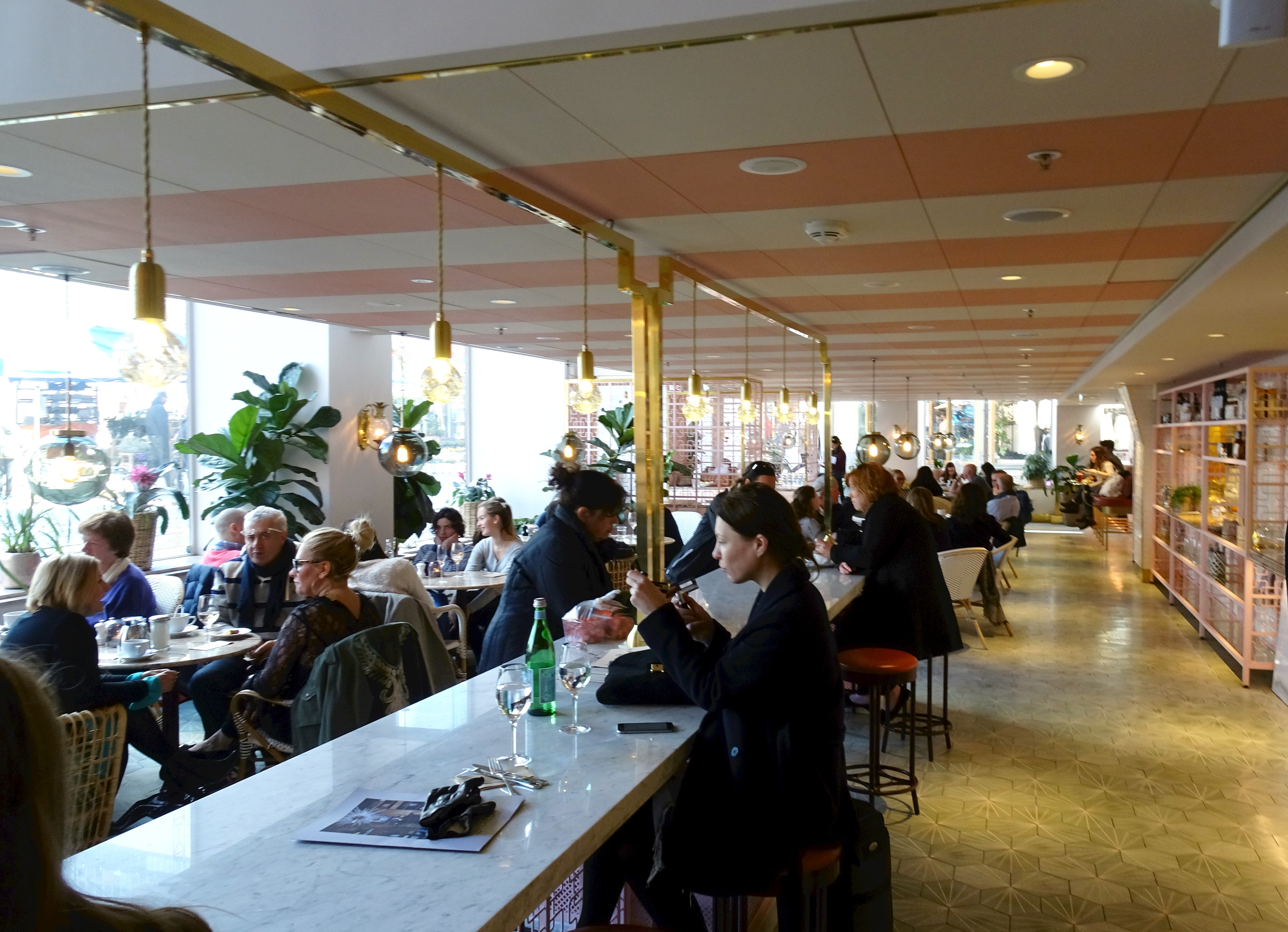